# África do Sul nos Jogos Olímpicos de Verão de 1960
A África do Sul competiu nos Jogos Olímpicos de Verão de 1960, realizados em Roma, Itália.